# Selonyi csata
A selonyi csatát a Moszkvai Nagyfejedelemség és a Novgorodi Köztársaság csapatai vívták 1471. július 14-én a Selony-folyó partján Novgorod közelében. A novgorodiak túlereje ellenére a csata a tatár lovascsapatok segítette moszkvai sereg döntő győzelmével végződött, és a több száz éves  köztársaság függetlenségének elvesztéséhez vezetett, bár Moszkva de facto csak hét évvel később vette birtokba Novgorodot.

## Háttér
A 14. század vége óta a moszkvai nagyfejedelemség és Novgorod gyakran került konfliktusba. A selonyi csatához vezető konfliktushoz az vezetett, hogy a III. Iván nagyfejedelem vezette Moszkva szerint a novgorodiak megszegték az 1456-ban kötött jezselbici szerződést. Az akkori nagyfejedelem, II. Vaszilij és II. Jevfimij novgorodi érsek vezette novgorodi delegáció által kötött szerződés korlátozta Novgorod jogát az önálló külpolitika folytatására és jogokat adott a moszkvai nagyfejedelemnek Novgorodban. (Az ő kezében voltak a város pecsétei és az ő kezébe került a novgorodi fellebbviteli bíráskodás.) Amikor a novgorodiak a Jagelló lengyel-litván hatalomhoz fordultak segítségért Moszkva ellen, III. Iván és a moszkvai metropolita nem csak szerződésszegéssel vádolták meg őket, hanem azzal is, hogy el akarják hagyni az ortodox kereszténységet és a katolikus hitre térni.

## A csata
A csatára a Novgorodtól délnyugatra az Ilmeny-tóba ömlő Selony jobb partján került sor július 14-e reggelén. Úgy gondolják, a helyszín a torkolattól mintegy 30 kilométernyire lehetett, Szolci várostól keletre, talán Szkirino falu mellett. A helyszín azt jelzi, hogy a moszkvai sereg a tó nyugati partja mentén haladt, hogy délnyugatról támadjon a városra. A moszkvai sereg, amelyet Danyiil Dmitrijevics Holmszkij knyáz vezetett, mintegy ötezer főt számlált, ezzel szemben a novgorodiak 20-40 ezer fős serege állt. A novgorodi sereg azonban rossul szervezett volt és nem tudott ellenállni a rohamnak. Lehetséges, hogy a krónika a moszkvaiak haditettét nagyobbíandó felülbecsülte a novgorodi had létszámát (hiszen Novgorod város teljes lakossága is csak mintegy 40 ezer fő lehetett ebben az időben.) A moszkvai források szerint 12 ezer novgorodi halt meg a csatában és 2000 hadifogságba került.

## Következményei
Július 24-én II. Iván kivégeztette Dmitrij Iszakevics Boreckijnovgorodi parancsnokot, annak a Boreckij klánnak a tagját, amely Marfa Boreckaja vezetésével a moszkvaellenes novgorodi politika jelentős támogatója volt. Egyes források szerint III. Iván jelentős mennyiségű földbirtokot kobzott el a novgorodi érsektől és több nagy kolostortól mindjárt a csata után (bár a legtöbb forrás szerint erre csak 1478-ban került sor). Az 1470-es években Novgorodban sok bojárt tartóztattak le a moszkvaiak, sőt egész bojárklánokat. Moszkva hivatalosan csak 1478 januárjában vette birtokba Novgorodot. Ekkor, 1477 és 1478 telén a Feofil érsekkel és a novgorodi bojárokkal való feszült kapcsolat miatt Moszkva újabb sereget küldött, amely elfoglalta a várost és véget vetett a Köztársaság függetlenségének

## Fordítás
Ez a szócikk részben vagy egészben  a   Battle of Shelon című angol Wikipédia-szócikk ezen változatának fordításán alapul.  Az eredeti cikk szerkesztőit annak laptörténete sorolja fel. Ez a jelzés csupán a megfogalmazás eredetét és a szerzői jogokat jelzi, nem szolgál a cikkben szereplő információk forrásmegjelöléseként.